# I dag är jag kär
I dag är jag kär är en amerikansk film från 1958 i regi av Blake Edwards. Filmen hade svensk premiär den 12 januari 1959.

## Handling
På en fest en stormig natt ber den unga kvinnan Janet en man att rädda henne från sin sliskiga chef och ta henne till järnvägsstationen. Hon rymmer från sin räddare och sover över hos en pensionerad skådespelare. De två männen tävlar sedan om Janets kärlek.